# Ichthyophis paucidentulus
Ichthyophis paucidentulus és una espècie d'amfibi gimnofió de la família dels ictiòfids endèmica d'Indonèsia. Va ser descrit om Caudacaecilia paucidentula per Edward Harrison Taylor el 1960, nom que ara es considera com un sinònim.
Els boscos tropicals humits, on els adults probablement viuen sota terra formen el seu hàbitat. També és presumiblement ovípar amb ous terrestres i larves aquàtiques.
Només se l'ha observat en un endret a Kepahiang, a la província de Bengkulu a l'illa de Sumatra a Indonèsia.